# Futsal Club Camelot
Il FC Camelot, meglio conosciuto come Camelot Chișinău, è stata una squadra moldava di calcio a 5, fondata nell'autunno 2001 a Chișinău, ha partecipato alla Coppa di Moldavia 2002 con il nome di Alianta Chișinău.
Nella sua breve storia, che va dai campionati 2001-2002 al 2006-2007 il team ha raggiunto importantissimi traguardi tanto da essere ancora oggi la squadra più titolata di Moldavia: dopo il terzo posto della prima stagione, i rossi di Chișinău hanno ottenuto un terzo posto, un secondo posto e tre titoli nazionali di cui l'ultimo nel Campionato 2006/2007, la squadra ha però ingloriosamente finito la sua parabola non iscrivendosi al successivo campionato, rinunciando a difendere sia il titolo nazionale che la Coppa di Moldavia e rendendo impossibile anche la disputa della Supercoppa di Moldavia.
In Europa il Camelot ha avuto un'esistenza difficile a partire dalla 2004-2005 terminata a zero punti con tre sconfitte su tre gare, nella successiva edizione ha rinunciato alla partecipazione mentre nella Coppa UEFA 2007-08 ha terminato di nuovo ultima nel girone con tre sconfitte in tre gare.

## Palmarès
- 3 Divizia Nationala: 2003/2004, 2004/2005, 2006/2007
- 1 Coppa di Moldavia: 2005